# Periparus rubidiventris
El carbonero culirrufo (Periparus rubidiventris) es una especie de ave paseriforme de la familia Paridae propia de las montañas del sur de Asia. 

## Taxonomía
Como las demás especies del género Periparus, se clasificó originalmente en el género Parus. Alguna de sus subespecies anteriormente se asignaba a su pariente occidental, el carbonero nuquirrufo (Periparus rufonuchalis), incluso ambos se consideraron completamente conespecíficos.
En la actualidad se reconocen cuatro subespecies:
- Periparus rubidiventris rubidiventris – se encuentra en el sur del Himalaya, en el norte de la India y Nepal.
- Periparus rubidiventris beavani (Jerdon, 1863) – ocupa el Himalaya meridional, del noreste de la India y Bután, anteriormente clasificada en la especie P. rufonucalis.
- Periparus rubidiventris whistleri – se extiende desde el extremo sudoriental del Himalaya a las montañas del este de la meseta tibetana, en China, y las montañas de Birmania. En el pasado se incluía en beavani.[4]
- Periparus rubidiventris saramatii – localizado en el noroeste de Birmania.

## Distribución y hábitat

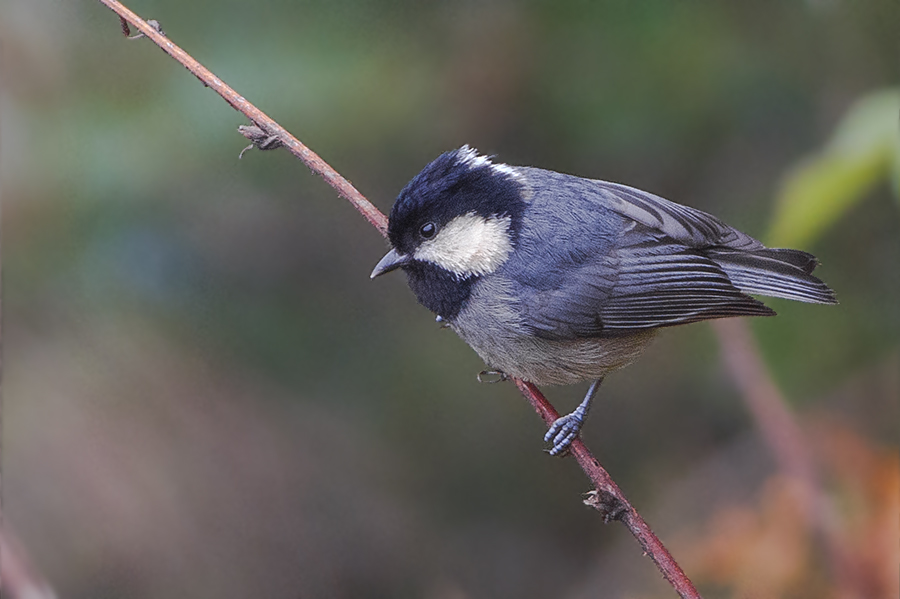
Ejemplar en Lungthu, en Sikkim oriental, India.

Es un pájaro nativo del Himalaya y las montañas aledañas al este de él, distribuido por Bután, Birmania, China, Pakistán, India y Nepal. Su hábitats naturales son los bosques de montaña. En Bután por ejemplo, P. r. beavani es un pájaro sedentario de los bosques húmedos de abeto de Bután (Abies densa), entre los 3.000 y 4.000 m s. n. m. aproximadamente, donde es un pájaro bastante común.